# Lynetteholm
Lynetteholm est un projet d'île artificielle au large de Copenhague au Danemark prévue pour 2070.

## Naissance du projet
Le projet est présenté le 5 octobre 2018 par le premier ministre danois Lars Løkke Rasmussen, le ministre des transports et du logement Ole Birk Olesen, le ministre du commerce Rasmus Jarlov ainsi que Frank Jensen, le maire de Copenhague.
Lynetteholm a pour rôle de protéger Copenhague contre l'élévation du niveau de la mer. Le périmètre de l'île est formé par une digue en enrochements, composée de pierres de différentes tailles disposées autour d’un noyau de sable. Une fois achevée, cette digue mesurera environ 7 kilomètres de long, et l’île artificielle de Lynetteholm couvrira une superficie totale de 275 hectares qui pourra être urbanisée. L'île devrait permettre d'accueillir environ 35 000 habitants.
La construction du périmètre de la presqu’île s’effectue en deux phases. Les travaux de la première phase ont débuté en 2022 et se sont achevés en avril 2023. La deuxième phase a commencé en octobre 2023 et devrait s’achever en 2026.

## Infrastructure
Lynetteholm est conçue comme une extension de 2,6 km² de l’île de Refshaleøen.
Le 28 mars 2025, le gouvernement danois a annoncé un accord avec la municipalité de Copenhague concernant le développement de Lynetteholmen, prévoyant des milliers de nouveaux logements, la nouvelle ligne de métro 5 et une nouvelle rocade routière,.
Lynetteholm sera ainsi desservie par Østlig Ringvej, un tunnel routier de 10 km qui formera la rocade est de la capitale, dont la mise en service est prévue à l’horizon 2035, ainsi que par la future ligne 5 du métro de Copenhague, qui comprendra deux stations aériennes sur l'île. L’ouverture de cette ligne est prévue pour 2036, mais les stations desservant Lynetteholm sont prévues dans une seconde phase à l'horizon 2045.

## Craintes environnementales
Des groupes de défense de l’environnement ont formé un recours contre Lynetteholm devant la Cour de justice de l'Union européenne face à l'impact que pouvait représenter un tel projet. Il est estimé que des camions devront effectuer 350 trajets par jour à travers Copenhague pour livrer les 80 millions de tonnes de sol nécessaires à la création de la péninsule seule. Les environnementalistes questionnent également l'impact du chantier sur l'écosystème et la qualité de l'eau.

Avancement des travaux
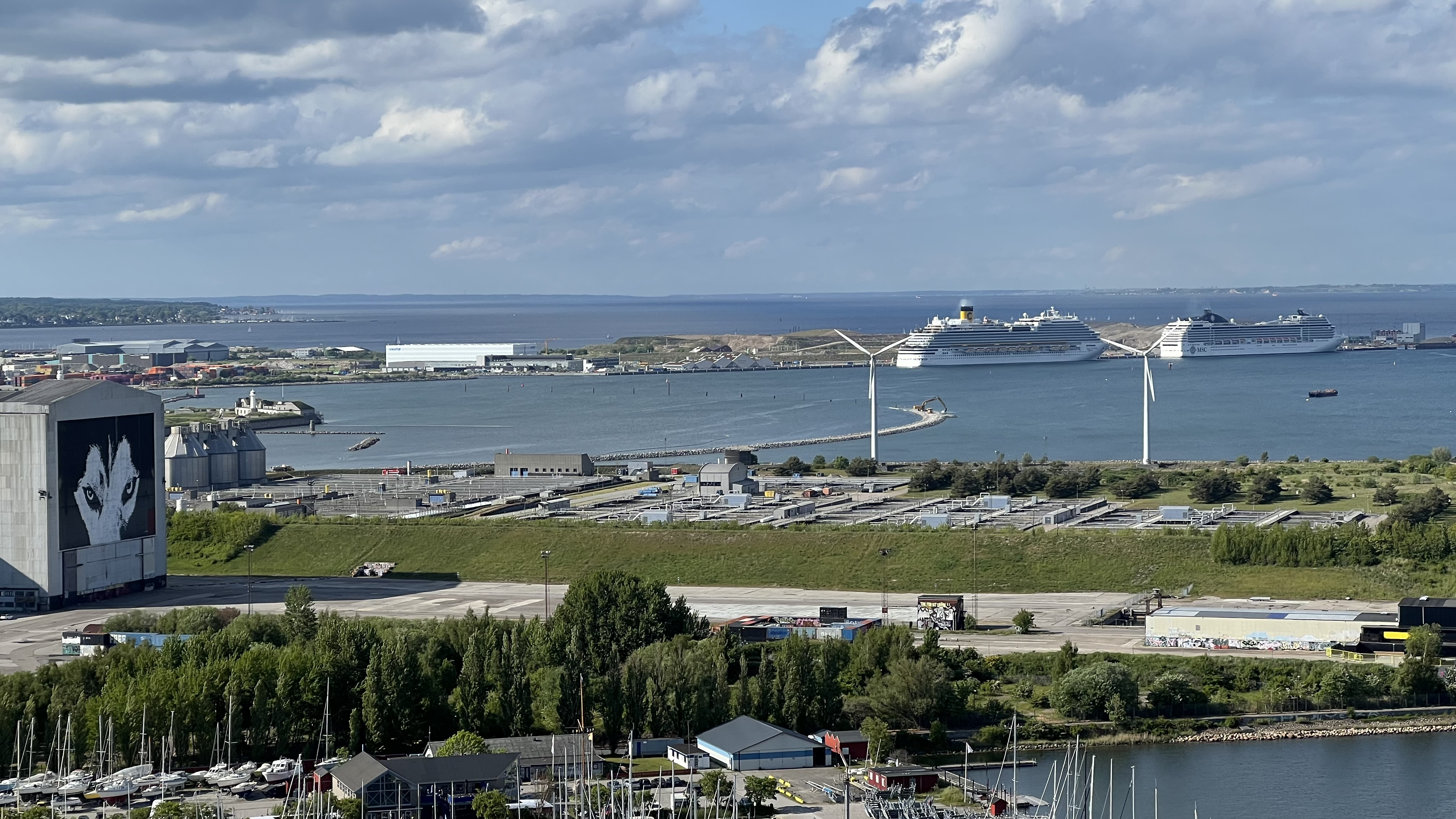
Périmètre sud-ouest de Lynetteholmen (mai 2025)
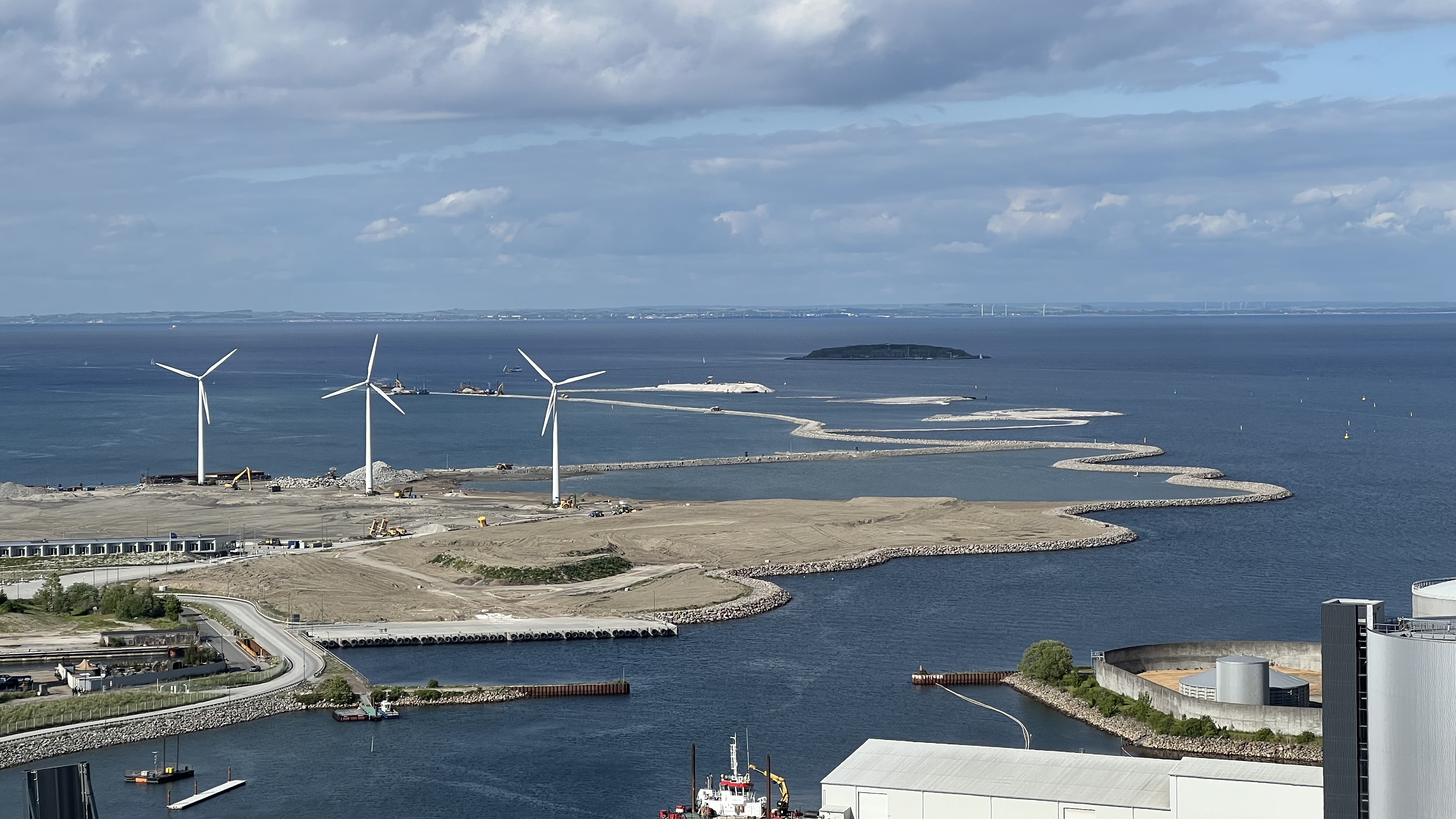
Périmètre nord-est de Lynetteholmen (mai 2025)